# 日本司法精神医学会
日本司法精神医学会（にほんしほうせいしんいがくかい、英: Japanese Society of Forensic Mental Health ; JSFMH）は、精神科医療と司法の両者がその役割を責任を持って果たし社会に貢献できる様、学問的研鑽や相互交流、鑑定の質の向上などを目指して発足した団体である。。
主な事業活動は学術講演会の開催及び機関誌の発行などである。刊行誌は、司法精神医学（年1回発行）。